# Herrin (Illinois)
Herrin es una ciudad ubicada en el condado de Williamson en el estado estadounidense de Illinois. En el Censo de 2010 tenía una población de 12501 habitantes y una densidad poblacional de 509,89 personas por km².

## Geografía
Herrin se encuentra ubicada en las coordenadas 37°47′54″N 89°1′50″O / 37.79833, -89.03056. Según la Oficina del Censo de los Estados Unidos, Herrin tiene una superficie total de 24.52 km², de la cual 23.92 km² corresponden a tierra firme y (2.44%) 0.6 km² es agua.

## Demografía
Según el censo de 2010, había 12501 personas residiendo en Herrin. La densidad de población era de 509,89 hab./km². De los 12501 habitantes, Herrin estaba compuesto por el 93.82% blancos, el 2.5% eran afroamericanos, el 0.19% eran amerindios, el 1.01% eran asiáticos, el 0.02% eran isleños del Pacífico, el 0.51% eran de otras razas y el 1.95% pertenecían a dos o más razas. Del total de la población el 2.11% eran hispanos o latinos de cualquier raza.